# IC 476
IC 476 ist eine Balken-Spiralgalaxie vom Hubble-Typ SBbc im Sternbild Zwillinge auf der Ekliptik. Sie ist schätzungsweise 211 Millionen Lichtjahre von der Milchstraße entfernt und hat einen Durchmesser von etwa 30.000 Lichtjahren.
Im selben Himmelsareal befinden sich u. a. die Galaxien NGC 2449, NGC 2450, IC 474, IC 2205.
Das Objekt wurde am 30. Januar 1892 vom französischen Astronomen Stéphane Javelle entdeckt.